# Hugo Sotil
Hugo Alejandro Sotil Yerén (* 18. Mai 1949 in Ica; † 30. Dezember 2024 in Lima) war ein peruanischer Fußballspieler.

## Karriere

### Verein
Hugo Sotil rückte 1968 aus der Jugend in die erste Mannschaft von Deportivo Municipal auf. In seiner ersten Saison als professioneller Spieler wurde er mit 14 Treffern bester Torschütze der Segunda División und stieg mit seinem Klub in die  Primera División auf.
1973 wechselte er nach Europa zum FC Barcelona. Dort holte er auf Anhieb gemeinsam mit Spielern wie Johan Cruyff, Carles Rexach und Juan Manuel Asensi den ersten spanischen Meistertitel für „Barça“ seit 1960.
Nach vier erfolgreichen Jahren in Barcelona kehrte er nach Peru zurück. Mit Alianza Lima wurde er 1977 und 1978 peruanischer Meister.
Von 1978 bis 1980 spielte er mit mäßigem Erfolg für den kolumbianischen Verein Independiente Medellín. Er kehrte 1981 zu seinem Heimatverein Deportivo Municipal zurück, wo er seine Profikarriere 1982 ausklingen ließ. Danach war er bis 1986 als Spielertrainer bei unterklassigen Vereinen aktiv.

### Nationalmannschaft
Zwischen 1970 und 1978 bestritt Hugo Sotil 62 Länderspiele für die peruanische Fußballnationalmannschaft, in denen er 18 Tore erzielte.
Bei seinem Debüt am 24. Februar 1970 im Freundschaftsspiel gegen Bulgarien in Lima erzielte er nach seiner Einwechslung drei Treffer und hatte nach zweimaliger Führung der Bulgaren wesentlichen Anteil am peruanischen 5:3-Sieg. Daraufhin wurde er in das peruanische Aufgebot für die Fußball-Weltmeisterschaft 1970 in Mexiko berufen. Bei diesem Turnier kam er in allen Vorrundenspielen sowie bei der 2:4-Niederlage im Viertelfinale gegen den späteren Weltmeister Brasilien zum Einsatz.
1975 gewann er mit dem Nationalteam die Copa América. Im Entscheidungsspiel gegen Kolumbien erzielte er den Treffer zum 1:0-Sieg der Peruaner.
Bei der Fußball-Weltmeisterschaft 1978 in Argentinien stand er erneut im peruanischen Kader. Im Turnierverlauf wurde er jeweils in den Vorrundenspielen sowie im Spiel der Zwischenrunde gegen Polen eingewechselt.

## Erfolge
- Spanischer Meister: 1974
- Peruanischer Meister: 1977 und 1978
- Joan-Gamper-Trophäe: 1973 bis 1976
- Südamerikameister: 1975
- Peruanischer Fußballer des Jahres: 1973 und 1974